# Elvis' Golden Records Volume 3
Elvis' Golden Records Volume 3 è la quinta compilation e il 18° album discografico di Elvis Presley, pubblicato nel 1963 negli Stati Uniti.

## Descrizione
Il disco è una raccolta di successi risalenti al 1960, 1961, e 1962. Come dice il suo titolo, il disco è il terzo volume della collana Elvis Golden Records, che contiene solo singoli certificati "disco d'oro" dalla RIAA con vendite di almeno 500,000 copie. L'album raggiunse la posizione numero 3 della classifica Billboard Top Pop Albums.
Il 15 luglio 1997, la ristampa in compact disc vede l'aggiunta di altri 6 brani.

## Tracce

### Lato 1
| Traccia | Registrazione | N° Catal. | Data    | Pos.Clas. | Titolo            | Autore                                        | Durata |
| ------- | ------------- | --------- | ------- | --------- | ----------------- | --------------------------------------------- | ------ |
| 1.      | 4/3/60        | 47-7777   | 7/5/60  | numero 1  | It's Now or Never | Eduardo di Capua, Aaron Schroeder, Wally Gold | 3:15   |
| 2.      | 3/20/60       | 47-7740   | 3/23/60 | numero 1  | Stuck on You      | Aaron Schroeder e S. Leslie McFarland         | 2:18   |
| 3.      | 3/20/60       | 47-7740b  | 3/23/60 | numero 17 | Fame and Fortune  | Fred Wise e Ben Weisman                       | 2:30   |
| 4.      | 4/3/60        | 47-7810b  | 11/1/60 | numero 20 | I Gotta Know      | Paul Evans e Matt Williams                    | 2:15   |
| 5.      | 10/30/60      | 47-7850   | 2/7/61  | numero 1  | Surrender         | Doc Pomus e Mort Shuman                       | 1:52   |
| 6.      | 3/12/61       | 47-7880   | 5/2/61  | numero 5  | I Feel So Bad     | Chuck Willis                                  | 2:54   |

### Lato 2
| Traccia | Registrazione | N° Catal. | Data    | Pos.Clas. | Titolo                              | Autore                                | Durata |
| ------- | ------------- | --------- | ------- | --------- | ----------------------------------- | ------------------------------------- | ------ |
| 1.      | 4/3/60        | 47-7810   | 11/1/60 | numero 1  | Are You Lonesome Tonight?           | Lou Handman e Roy Turk                | 3:05   |
| 2.      | 6/25/61       | 47-7908   | 8/8/61  | numero 4  | (Marie's the Name) His Latest Flame | Doc Pomus e Mort Shuman               | 2:08   |
| 3.      | 6/25/61       | 47-7908b  | 8/8/61  | numero 5  | Little Sister                       | Doc Pomus e Mort Shuman               | 2:31   |
| 4.      | 10/15/61      | 47-7992   | 2/27/62 | numero 1  | Good Luck Charm                     | Aaron Schroeder e Wally Gold          | 2:24   |
| 5.      | 10/15/61      | 47-7992b  | 2/27/62 | numero 31 | Anything That's Part of You         | Don Robertson                         | 2:05   |
| 6.      | 3/19/62       | 47-8041   | 7/17/62 | numero 5  | She's Not You                       | Doc Pomus, Jerry Leiber, Mike Stoller | 2:08   |

### Bonus tracks ristampa 1997
1. Wild in the Country (George Weiss, Hugo Peretti, Luigi Creatore) - 1:52
2. Wooden Heart (Fred Wise e Ben Weisman) - 2:02
3. The Girl of My Best Friend (Beverly Ross e Sam Bobrick) - 2:21
4. Follow That Dream (Fred Wise e Ben Weisman) - 1:37
5. King of the Whole Wide World (Ruth Batchelor e Bob Roberts) - 2:06
6. Can't Help Falling In Love (George Weiss, Hugo Peretti, Luigi Creatore) - 2:59

## Crediti
- Elvis Presley – voce
- Scotty Moore – chitarra
- Hank Garland – chitarra, basso
- Tiny Timbrell – chitarra
- Neal Matthews – chitarra
- Harold Bradley – chitarra
- Jerry Kennedy – chitarra
- Floyd Cramer – pianoforte, organo
- Gordon Stoker – pianoforte
- Dudley Brooks – pianoforte
- Bob Moore – basso
- Ray Siegel – basso
- Meyer Rubin – basso
- D.J. Fontana – batteria
- Buddy Harman – batteria
- Hal Blaine – batteria
- Boots Randolph – sassofono
- The Jordanaires – cori
- Millie Kirkham – cori